# São João Batista (Campo Maior)

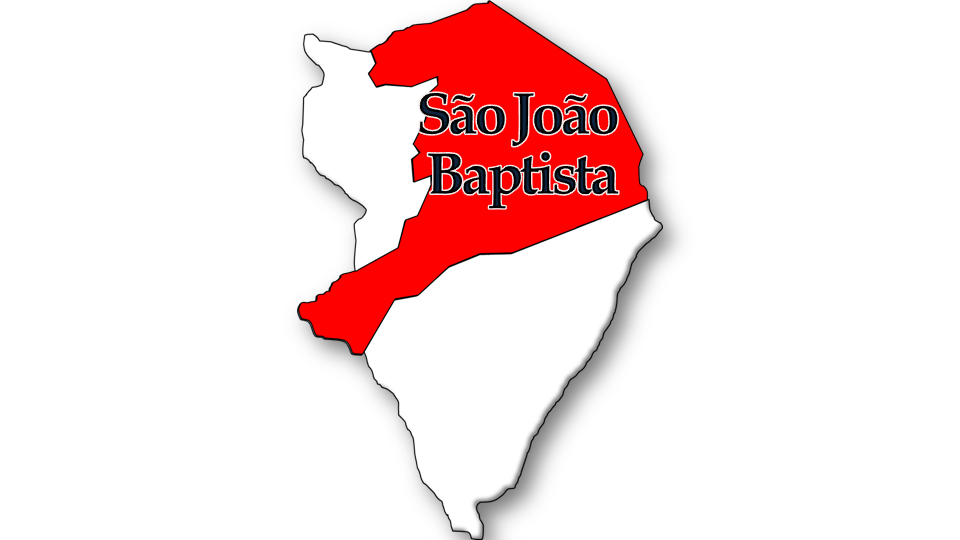
Localização da freguesia de São João Batista no Município de Campo Maior

Nota linguística: Com a entrada em vigor do Novo Acordo Ortográfico este topónimo passará a ser grafado São João Batista.
A  Freguesia de São João Batista é uma freguesia portuguesa do município de Campo Maior com 106,39 km² de área e 3712 habitantes (censo de 2021), tendo, assim, uma densidade populacional de 34,9 hab./km²

## Demografia
Nota: Por decreto de 17/01/1879 foi-lhe anexada a freguesia de Ouguela. No censo de 1900 aparece com a designação de Campo Maior - S. João Baptista e Ouguela. Pelo decreto lei nº 27.424, de 31/12/1936, Ouguela passou a ser um lugar desta freguesia. Fonte: INE.
A população registada nos censos foi:
| Distribuição da População por Grupos Etários | Distribuição da População por Grupos Etários | Distribuição da População por Grupos Etários | Distribuição da População por Grupos Etários | Distribuição da População por Grupos Etários |
| -------------------------------------------- | -------------------------------------------- | -------------------------------------------- | -------------------------------------------- | -------------------------------------------- |
| Ano                                          | 0-14 Anos                                    | 15-24 Anos                                   | 25-64 Anos                                   | > 65 Anos                                    |
| 2001                                         | 628                                          | 613                                          | 2056                                         | 766                                          |
| 2011                                         | 582                                          | 425                                          | 2062                                         | 826                                          |
| 2021                                         | 496                                          | 397                                          | 1925                                         | 894                                          |

## Património
- Castelo de Campo Maior
- Castelo de Ouguela
- Povoado de Santa Vitória de Campo Maior ou Povoado pré-histórico de Santa Vitória (Campo Maior)

## Povoações
- Ouguela